# Franciskus Borja
Franciskus Borja, spanska Francisco de Borja, italienska Francesco Borgia, född 28 oktober 1510 i närheten av Valencia, Spanien, död 30 september 1572 i Rom, Italien, var en spansk präst och jesuit. Han helgonförklarades 1670 av påve Clemens X, med minnesdag den 10 oktober.

## Biografi
Franciskus Borja var son till hertigen av Gandia. Vid 17 års ålder inträdde han i hovet hos kejsar Karl V. Där träffade han sin tillkommande hustru Eleonora de Castro, med vilken han fick åtta barn.
År 1539 utnämndes Borja till vicekung av Katalonien, en av Spaniens fattigaste provinser. Hustrun avled 1546, och han beslutade sig då för att helt viga sitt liv åt Gud. Samma år mötte han Ignatius av Loyola och inträdde i Societas Jesu. Inte förrän 1551 valde han att offentliggöra sitt medlemskap i orden, eftersom han först ville försörja sina barn och fullgöra sina regeringsplikter. Genom sin karriär vid det spanska hovet kom Borja att bli rådgivare åt en rad kungar och furstar.
Borja valdes 1565 till ordensgeneral för Societas Jesu och kom att spela en framträdande roll för den katolska motreformationen.

### Webbkällor
- ”St. Francis Borgia”. Catholic Encyclopedia. New Advent. http://www.newadvent.org/cathen/06213a.htm. Läst 13 oktober 2017.
- ”San Francesco Borgia, sacerdote”. Santi e Beati. http://www.santiebeati.it/dettaglio/73800. Läst 12 oktober 2017.

## Översättning
- Delar av artikeln är översatta från den engelskspråkiga versionen 19 januari 2007